# Носові голосні
Носові́ голосні́ — голосні, при артикуляції яких повітря йде не тільки через ротову порожнину, але й через носову. Утворюються при опущеному м'якому піднебінні, в результаті чого порожнина носа діє як додатковий резонатор. Протиставлені ротовим (оральним, чистим, простим) голосним, що утворюються при піднятому м'якому піднебінні, що виключає участь порожнини носа в їх артикуляції.

## Позначення
У Міжнародній фонетичній абетці носовий характер звука передають за допомогою тильди, яка ставиться над позначенням відповідного голосного. Тильда вживається для позначення носових також у португальській і бретонській мовах (в останній вона ставиться над n).
У польській, навахо й ельвдальському діалекті шведської для передачі носових використовується огонек.
У деяких мовах, наприклад, у палантланській чинантекській, існує «легка» і «важка» назалізація голосних. Одним із способів передачі «важкого» носового є подвоєння тильди: «легкий» носовий позначається /ẽ/, «важкий» — /ẽ˜/. У системі Бікфорд-Флойда (Bickford & Floyd) поєднуються огонек з тильдою: /ẽ/ — «легкий», а /ę̃/ — «важкий» носовий. Окрім того, огонек іноді використовується і для передачі звичайної назалізації: для уникнення змішання тильди з позначенням тонового наголосу.
У системі певедзі для тайванської мови й амойського діалекту вживається n, записуваний як надрядковий індекс (aⁿ, eⁿ, …).
У брахмічних алфавітах для запису мов Індії носові голосні й носові переходи між приголосними передаються за допомогою надрядкового знака чандрабінду (◌̐) і його варіантів.
У записі мови урду шрифтом насталік носовий характер голосних передається за допомогою безкрапкового варіанта літери ن (нун) — ں, що називається «нун-ґхунна». Носові голосні існують у класичній арабській (у сучасній літературній арабській відсутні). Якесь спеціальне їх позначення не передбачене, але правильна вимова слів з носовими розглядається в таджвіді, покликаному зберегти давнє читання Корану. У читанні вголос назалізація трапляється зазвичай тоді, коли після прикінцевого ن йде ي («йаа»).
У графіці деяких мов (французька, португальська, ломбардська, бамбара, бретонська, йоруба) носові голосні можуть позначати німою літерою n чи m, що йде після знака відповідного голосного.

## Поширення
- Абенакі
- Ассамська
- Африкаанс
- Ачеська
- Бенгальська
- Бірманська
- Бретонська
- Гбе
- Гегський говір албанської
- Гіндустані
- Гоккієн
- Гуарані
- Гуджараті
- Ельвдальський діалект шведської
- Єле
- Західнофламандська
- Західнофризька
- Йоруба
- Кашубська
- Кріо
- Лакота
- Ломбардійська
- Мада
- Малайська (діалекти джаві, теренггану та паханг)
- Манде
- Машакалі
- Мірандська
- Могаукська
- Мунда
- Навахо
- Непальська
- Окситанська
- Орія
- Пенджабська
- Польська
- Португальська
- Сенека
- Сян
- Тамільська (розмовна форма)
- Телугу
- У
- Французька
- Цзі-Лу
- Цзінь
- Цзяоляо
- Черокі
- Чоктавська
- Шаванте

### Мертві мови
З вимерлих мов носові голосні засвідчені в старонорвезькій, праслов'янській і ранній староцерковнослов'янській мовах.

## Приклади

### Праслов'янська мова
У праслов'янській мові існували два носові звуки: *ę — переднього ряду і *ǫ — заднього ряду. За походженням вони є колишніми сполученнями простих голосних переднього ряду *ē, *ĕ, *ī, *ĭ і заднього ряду *ō, *ŏ, *ū, *ŭ з сонорними *m чи *n. У процесі розвитку слов'янських діалектів у більшості з них носові перейшли в звичайні голосні, зберігшись до нашого часу тільки в польській і кашубській мовах. Існували вони і в ранній старослов'янській мові, де для них були передбачені спеціальні літери — юси.

### Польська мова
Польська мова, разом з кашубською, є єдиними сучасними слов'янськими мовами, які зберегли носові голосні. У сучасній польській носові голосні (samogłoski nosowe) представлені двома звуками — носовим /o/ (передається на письмі як ą) і носовим /e/ (передається як ę). На відміну від французької мови, у польській назалізація голосних має асинхронічний характер: коли настає артикуляція носового голосного, піднебіння готується вже для вимовляння наступного звука.
Вимова польських літер ę, ą може бути неносовою, через деназалізацію (втрату носового характеру перед ł, l, наприклад, wziął, wzięła, zaczął, zaczęła, spiął, spięła читаються зазвичай як /wzioł/, /wzieła/, /zaczoł/, /zaczeła/, /spioł/, /spieła/) до асинхронічної вимови (розпад носових /e/ та /o/ на чисті голосні /e/, /o/ і носові приголосні /m/, /n/ перед проривними чи африкатами p, b, t, d, ć, dź, cz, dż, k, g, напр. gąbka вимовляється як /gompka/, kąpać — як /kompać/, kąt — як /kont/, mądry — як /mondry/). Вимова з повною назалізацією збереглася тільки перед фрикативними w, f, s, z, ś, ź, sz, ż, h: wąwóz, kęs, kąsać, węszyć, mąż, kąśliwy, więzić, węch, wąchać. Цікавим явищем є поява в цій позиції інших носових голосних у запозичених словах: напр. awans, fajans, pasjans, Prowansja (виключно з носовим /a/, виниклим від злиття по тону в один звук носового /e/ та носового /o/), inspektor, kunszt, rynsztok внаслідок чого в польській мові кожний чистий голосний має, принаймні у менш старанній вимові, свій носовий відповідник.
Носовий /a/, що виник у давньопольській злиттям праслов'янських *ę та *ǫ, пізніше перейшов в носовий /e/ (короткий варіант) чи в носовий /o/ (довгий варіант, у графіці залишається ą). Проте, у деяких діалектах зберігся носовий /a/. Наприклад, у західному ареалі сілезьких діалектів широка вимова ę реалізується як /ã/, незалежно від попереднього приголосного: cianżki («тяжкий», літ. ciężki) вимовляється як [ciã(n)żki], rzandzie («ряді», літ. rzędzie) — як [rzãndzie], widzã («бачу», літ. widzę) — як [widzã], ciotkã («тітку», літ. ciotkę) — як [ciotkã]. У більшості ж сілезьких діалектів як /ã/ вимовляється тільки ę наприкінці речення (хоча часто носовий характер звука зникає взагалі). Так само складається справа з кашубськими носовими /a/ та /e/: переважає архаїчна вимова як широкого носового /a/ (записується ‹ã›), хоча в Пуцькому і на півночі Вейгеровського повіту звичайніша звужена вимова як носового /e/ (записується ‹ę›).

### Бретонська мова
У бретонській мові носовий характер голосного звука передається наступною літерою n, з тильдою чи без неї: an, añ, en, eñ, in, iñ, on, oñ, un, uñ. Різниця між вимовою сполучень з тильдою і без тильди полягає у вимові наступного приголосного: якщо після літери для голосного йде n, голосний читається як носовий і звук /n/ після нього вимовляється; якщо ж після неї йде ñ, голосний читається як носовий, але звук /n/ не вимовляється. Приклади: gouelañ [gwelɑ̃] («плакати») і gouelan [gwelɑ̃n] («мартин»).

### Гінді
У мові гінді для позначення носових використовується надрядковий знак чандрабінду: अँ — /ɑ̃/, आँ — /ɑ̃:/, इँ — /ĩ/, ईँ — /ĩ:/, उँ — /ũ/, ऊँ — /ũ:/, एँ — /ẽ/, ऐँ — /ɛ̃/, ओँ — /õ/, औँ — /ɔ̃/, — मैं /mæ̃/.
Такий само надрядковий знак використовують графічні системи інших мов з носовими (бенгальське письмо, гурмукхі, гуджараті, орія, телугу, писемність балійської мови, кайтхі, каннада, малаялам, марчен, тирхута).

### Португальська мова
У португальській мові існують п'ять носових голосних (/ɐ̃/, /ẽ/, /ĩ/, /õ/, /ũ/), які деякі мовознавці вважають алофонами відповідних чистих голосних. На письмі носові голосні передаються або літерою відповідного голосного з тильдою ã, õ (у дифтонгах, наприклад, põe, чи для позначення прикінцевого /ɐ̃/, наприклад, manhã, ímã) або сполученням літери відповідного голосного з літерою носового приголосного n чи m.

### Французька мова
У французькій мові існують чотири носові голосні: /ɑ̃/ — носовий варіант /ɑ/, /ɛ̃/ — носовий варіант /ɛ/, /ɔ̃/ — носовий варіант /ɔ/, /œ̃/ — носовий варіант /œ/. У французькій графіці відсутнє яке-небудь спеціальне позначення носових голосних, і вони передаються сполученнями літер для голосних з наступними літерами для сонорних m чи n: an, en, am перед губними та em у префіксах і перед губними передають /ɑ̃/, in, im перед p, b, ain, ein, eim, aim наприкінці слова, en (тільки в суфіксі -en), yn та ym — /ɛ̃/, on та om перед p, b — /ɔ̃/, un та в більшості випадків um — /œ̃/. При цьому виконуються такі правила: у відкритих складах (тобто якщо після цих буквосполучень йде голосний) вони читаються не як носові голосні, а як звичайні сполучення голосних з носовими приголосними; сполучення um наприкінці слів латинського походження (album, aquarium, maximum, minimum тощо) читається як [om]; закінчення третьої особи множини дієслів -ent не читається (parlent — [parl]); при зв'язуванні останнього звука попереднього слова з першим звуком наступного наведені буквосполучення читаються як носові голосні, але наступний носовий приголосний теж вимовляється і зв'язується з наступним словом (un ami — [œ̃-na-mi], son enfant — [sɔ̃-nɑ̃-fɑ̃]), винятками є тільки прикметники з прикінцевим /ɛ̃/ та прикметник bon (en plein air — [ɑ̃-plɛ-nɛ:r]).
Родні Семпсон (Rodney Sampson) описує хронологію появи носових у французькій мові, де виділяє три стадії:
| 1 стадія            | 2 стадія            | 3 стадія               |
| близько XIII ст.    | близько XIV—XVI ст. | близько XVII—XVIII ст. |
| vend [vẽnt], [vɑ̃nt] | [vɑ̃(n)t]            | [vɑ̃]                   |

У давньофранцузький період голосні зазнали назалізації внаслідок регресивної асиміляції: VN > ṼN. У середньофранцузький період реалізація носового приголосного стає факультативною: VN > Ṽ(N). Ближче до сучасної стадії французької мови приголосний перестав вимовлятися: ṼN > Ṽ (у позначеннях системи Террі і Вебба V позначає чистий голосний, Ṽ — носовий голосний, N — носовий приголосний).